# Псковавиа
Псковавиа (ОАО «Псковавиа») — псковское авиационое предприятие, являвшееся оператором псковского аэропорта и аэродрома совместного базирования Псков. Основной специализацией авиапредприятия являлась доставка живых суточных цыплят, основные клиенты — птицефабрики. Кроме того, компания имела право выполнять техническое обслуживание Ан-26 и Ан-30.

## История
Авиапредприятие было образовано в ноябре 1944 года. До 1969 года полёты выполнялись на самолётах По-2, Як-12 и Ан-2, а в феврале 1969 года был получен первый самолёт Ан-24. С 1975 по 1995 год авиапредприятие выполняло регулярные пассажирские рейсы не только в Москву и Ленинград (Санкт-Петербург), но и в Симферополь, Киев, Минск, Петрозаводск и Кировск.

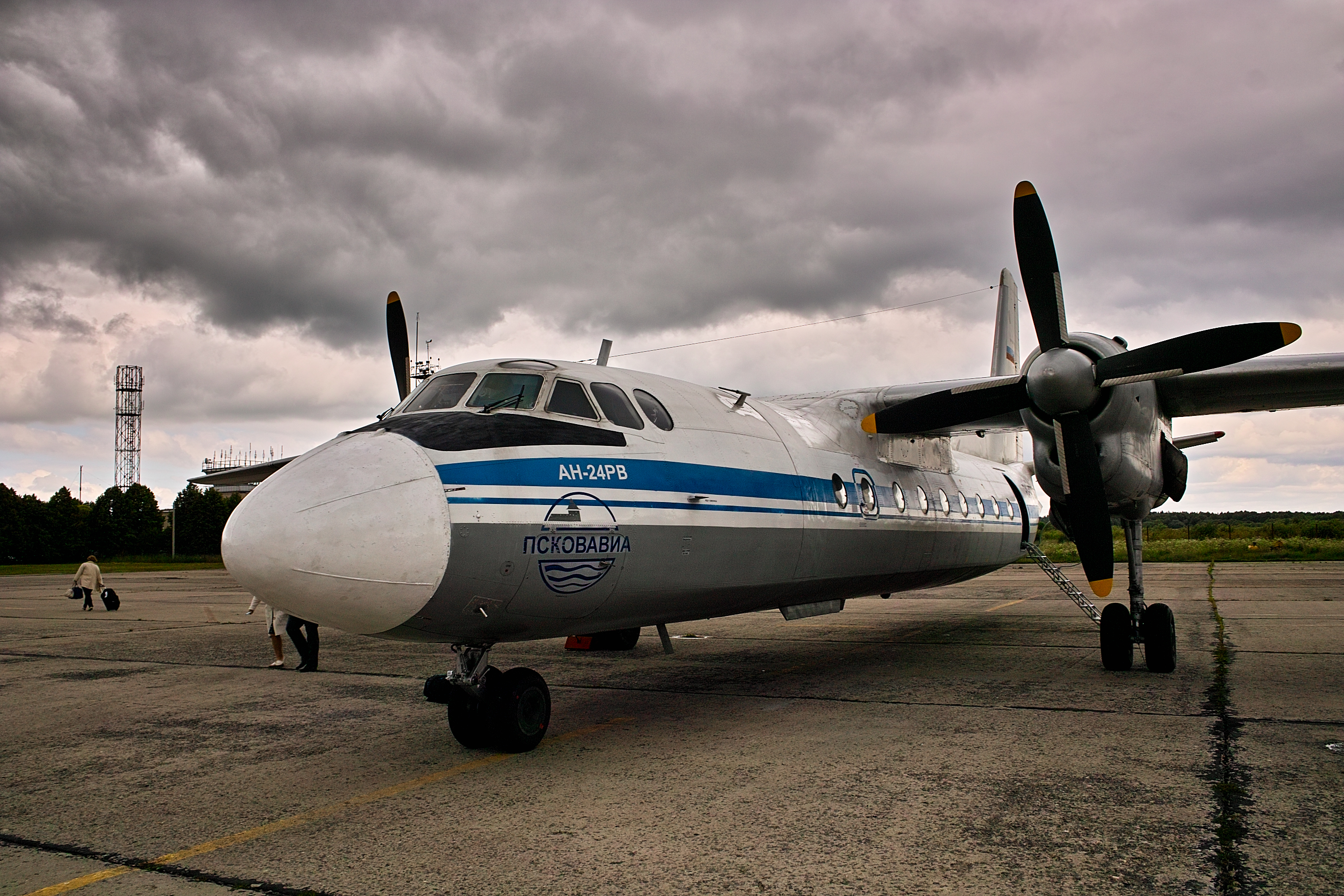
Ан-24РВ в Вологодском аэропорту

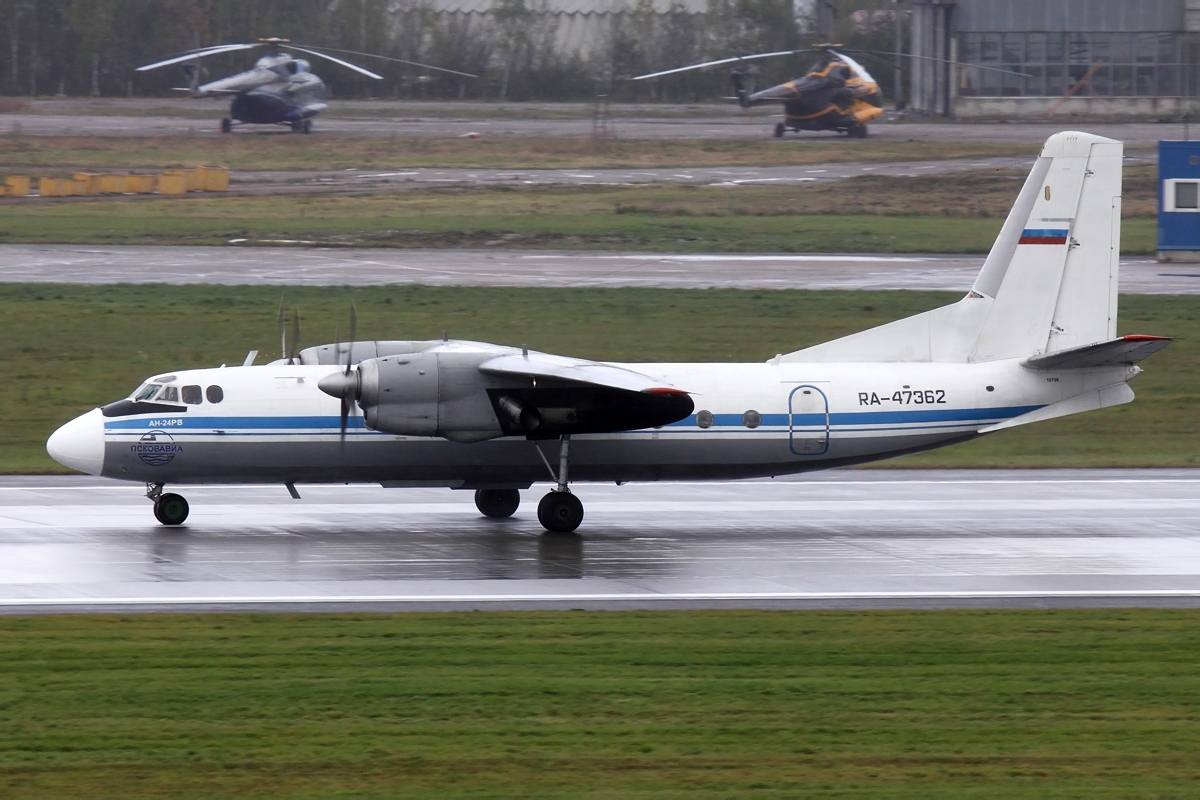
Ан-24РВ в аэропорту Пулково

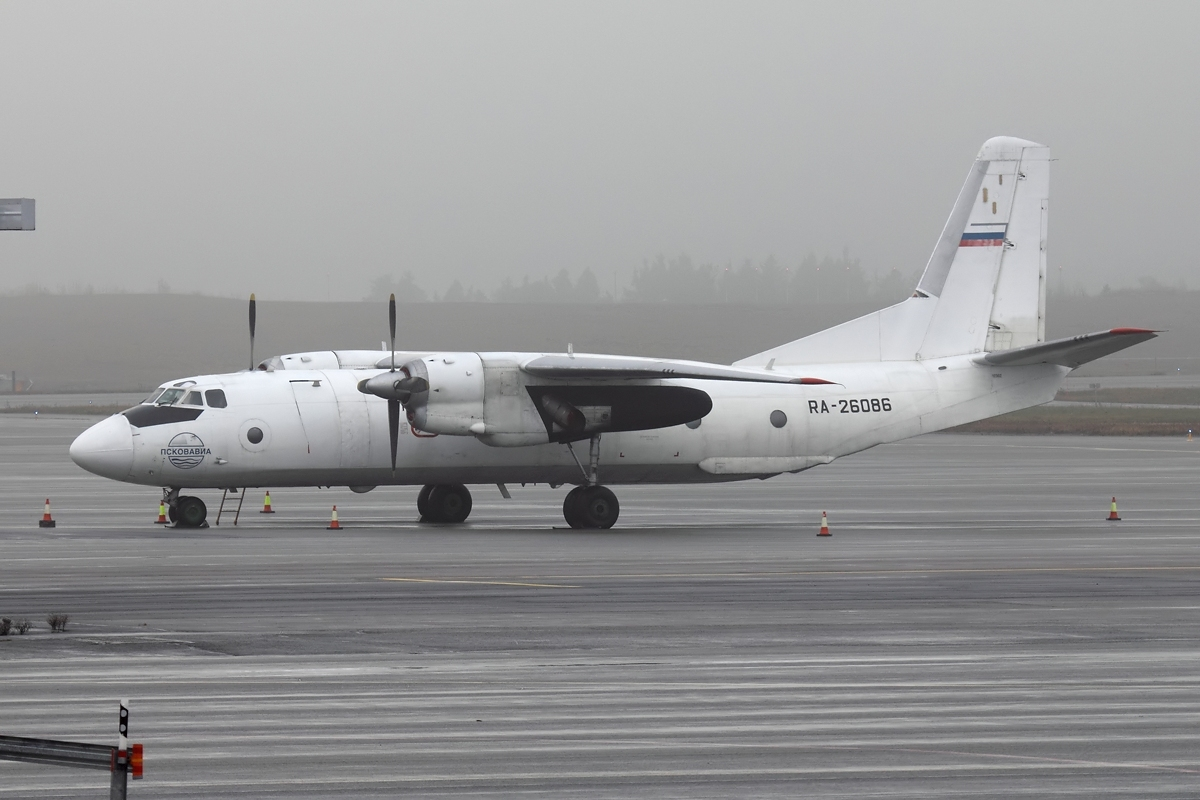
Ан-26 в аэропорту Хельсинки-Вантаа

Федеральное агентство воздушного транспорта (Росавиация) приостановило летный сертификат авиакомпании «Псковавиа» 4 апреля 2018 года.

## Флот
Флот Псковавиа состоял из 8 самолётов
| Самолёт | Количество | Регистрационный номер                            | Заказано | Число мест | Примечание              |
| ------- | ---------- | ------------------------------------------------ | -------- | ---------- | ----------------------- |
| Ан-24РВ | 5          | RA-47697, RA-46695, RA-13344, RA-47800, RA-46651 |          | 40-58      | 1 на хранении           |
| Ан-26Б  | 2          |                                                  |          |            | грузовые, 1 на хранении |

## Маршрутная сеть

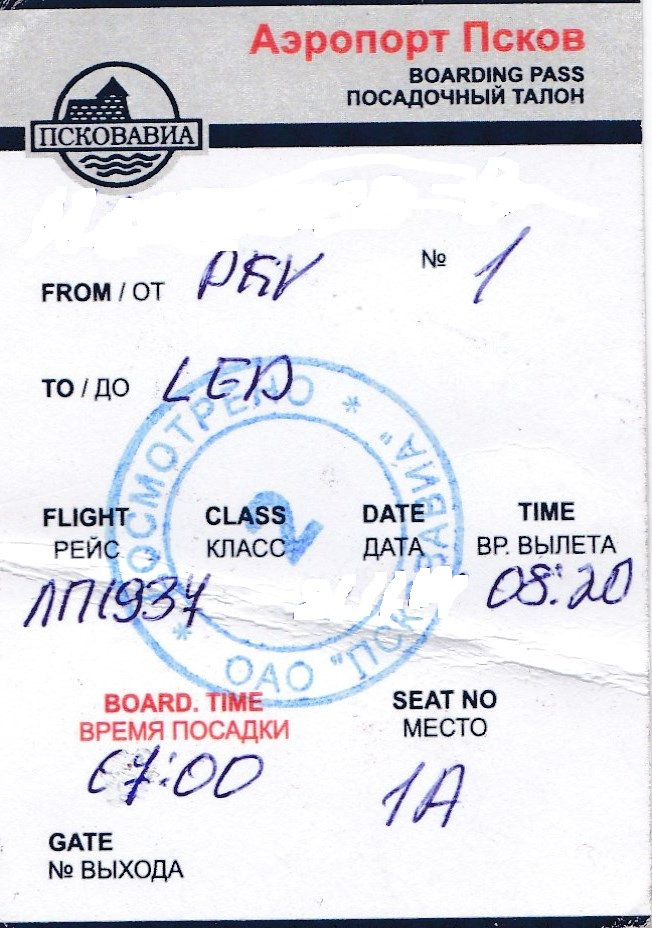
Посадочный талон а/к «Псковавиа», аэропорт «Псков»

По данным весеннего расписания 2016 года авиакомпания осуществляла регулярные перевозки в следующие города:
| Из аэропорта Псков                                                   | Из аэропорта Псков                  | Из аэропорта Псков                                | Из аэропорта Псков | Из аэропорта Псков | Из аэропорта Псков | Из аэропорта Псков | Из аэропорта Псков | Из аэропорта Псков | Из аэропорта Псков |
| Город                                                                | Аэропорт                            | Дни выполнения                                    |                    |                    |                    |                    |                    |                    |                    |
| -------------------------------------------------------------------- | ----------------------------------- | ------------------------------------------------- | ------------------ | ------------------ | ------------------ | ------------------ | ------------------ | ------------------ | ------------------ |
| Москва                                                               | Международный аэропорт «Домодедово» | Понедельник, Среда, Пятница                       |                    |                    |                    |                    |                    |                    |                    |
| Санкт-Петербург                                                      | Международный аэропорт «Пулково»    | Понедельник, Суббота                              |                    |                    |                    |                    |                    |                    |                    |
| Из аэропорта Домодедово (Москва)                                     |                                     |                                                   |                    |                    |                    |                    |                    |                    |                    |
| Город                                                                | Аэропорт                            | Дни выполнения                                    |                    |                    |                    |                    |                    |                    |                    |
| Псков                                                                | Международный аэропорт «Псков»      | Понедельник, Среда, Пятница                       |                    |                    |                    |                    |                    |                    |                    |
| Из аэропорта Пулково (Санкт-Петербург)                               |                                     |                                                   |                    |                    |                    |                    |                    |                    |                    |
| Город                                                                | Аэропорт                            | Дни выполнения                                    |                    |                    |                    |                    |                    |                    |                    |
| Апатиты                                                              | Аэропорт «Хибины»                   | Вторник, Четверг, Суббота                         |                    |                    |                    |                    |                    |                    |                    |
| Брянск                                                               | Международный аэропорт «Брянск»     | Вторник, Четверг                                  |                    |                    |                    |                    |                    |                    |                    |
| Котлас                                                               | Аэропорт Котлас                     | Понедельник, Пятница                              |                    |                    |                    |                    |                    |                    |                    |
| Лейпциг                                                              | Международный аэропорт «Лейпциг»    | грузовой рейс                                     |                    |                    |                    |                    |                    |                    |                    |
| Псков                                                                | Международный аэропорт «Псков»      | Вторник, Пятница, Суббота                         |                    |                    |                    |                    |                    |                    |                    |
| Хельсинки                                                            | Международный аэропорт «Хельсинки»  | грузовой рейс                                     |                    |                    |                    |                    |                    |                    |                    |
| Из аэропорта Талаги (Архангельск) совместно с авиакомпанией Нордавиа |                                     |                                                   |                    |                    |                    |                    |                    |                    |                    |
| Город                                                                | Аэропорт                            | Дни выполнения                                    |                    |                    |                    |                    |                    |                    |                    |
| Нарьян-Мар                                                           | Аэропорт Нарьян-Мар                 | Суббота                                           |                    |                    |                    |                    |                    |                    |                    |
| Соловки                                                              | Аэропорт Соловки                    | Вторник, Воскресенье                              |                    |                    |                    |                    |                    |                    |                    |
| Амдерма                                                              | Аэропорт Амдерма                    | Суббота (не каждая)                               |                    |                    |                    |                    |                    |                    |                    |
| Усинск                                                               | Аэропорт Усинск                     | Среда, Четверг, Суббота, (не каждые)              |                    |                    |                    |                    |                    |                    |                    |
| Мурманск                                                             | Аэропорт Мурманск                   | Понедельник, Среда, Четверг, Пятница, Воскресение |                    |                    |                    |                    |                    |                    |                    |
| Тамбов                                                               | Аэропорт Донское                    | Понедельник, Суббота 4 раз                        |                    |                    |                    |                    |                    |                    |                    |

## Итоги работы
В 2013 году авиакомпанией перевезено 55 000 пассажиров.
На маршруте Псков—Москва — 6200 пассажиров.
В 2014 году авиакомпанией перевезено более 65 000 пассажиров.
На протяжении 2017 и на начало 2018 года авиакомпания находится в глубочайшем финансовом кризисе.

## Происшествия
| Дата       | Бортовой номер | Место аварии | Жертвы | Краткое описание                                                                           |
| ---------- | -------------- | ------------ | ------ | ------------------------------------------------------------------------------------------ |
| 22.01.2014 | RA-46473       | Домодедово   | 0/20   | Выкатился за пределы ВПП, борт списан                                                      |
| 09.01.2015 | RA-47697       | Курск        | 0      | При посадке сорвало шины с основных стоек шасси, причиной происшествия стал сильный ветер. |